# Текель (місто)
Текель (угор. Tököl) — місто в центральній частині Угорщини, в медьє Пешт. Населення якого складає близько 9056 осіб (2001).
Місто знаходиться на острові Чепель на півдні Szigetcsép, на схід від Szigethalom.

## Пам'ятки міста
- Церква Діви Марії (Римсько — Католицька Церква);
- Реформаторська церква;
- Місцевий пам'ятник історії: csepelszigeti Mária parasztház.

## Галерея

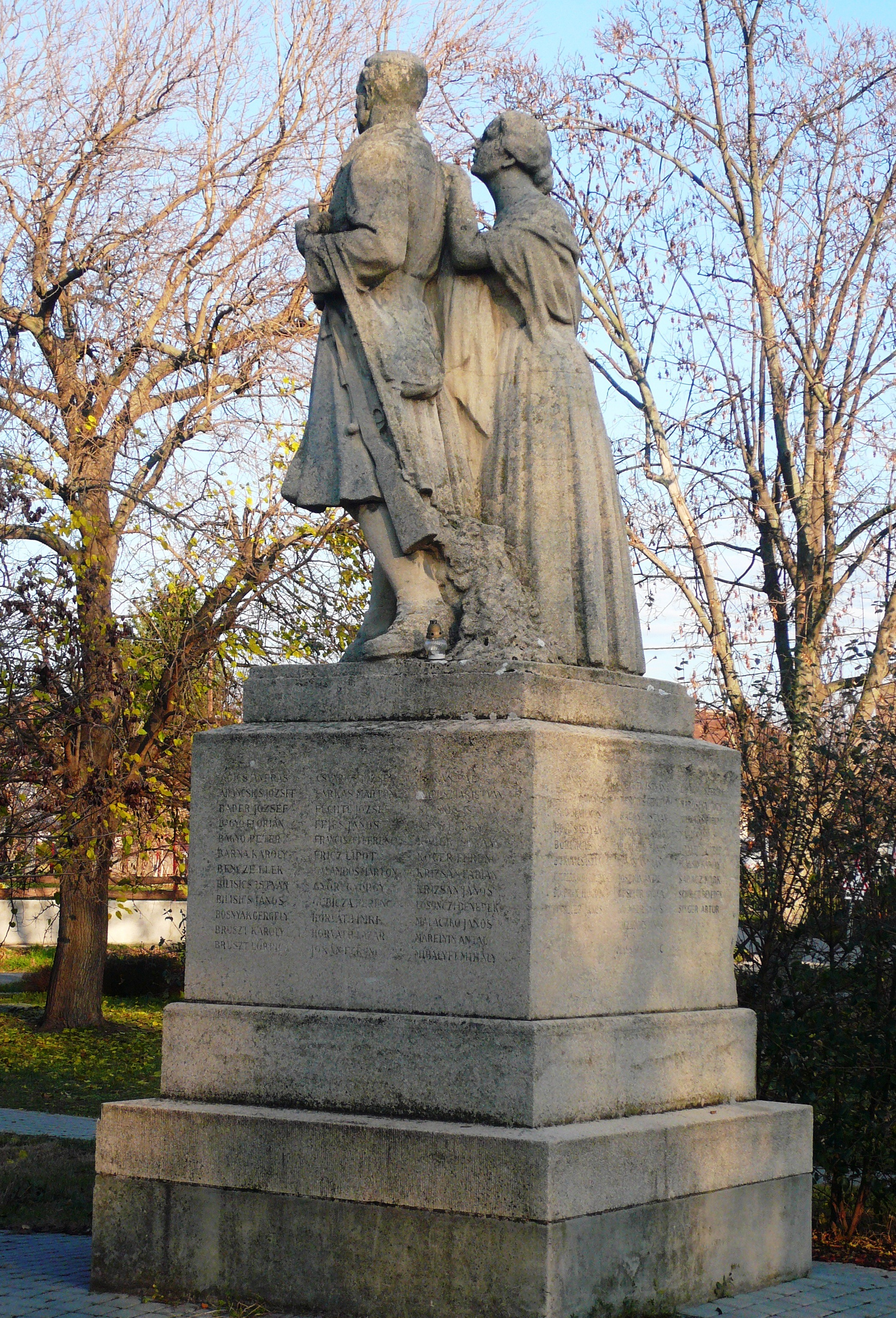
Пам'ятник Першій світовій війні]]File:Tököli_Repül%C5%91tér_-_2014.07.30.JPG|thumb|Аеропорт Тьоколь
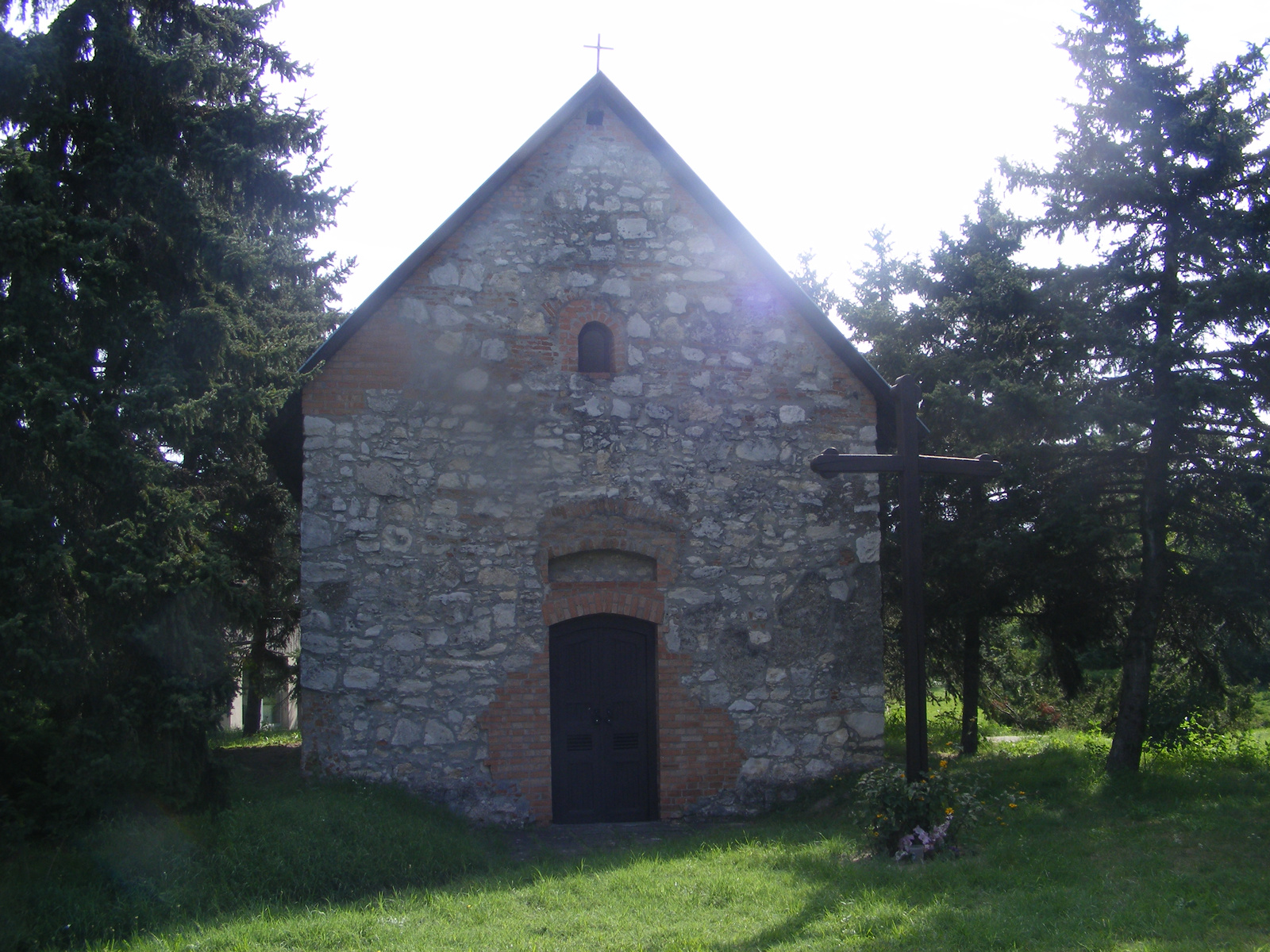
Каплиця
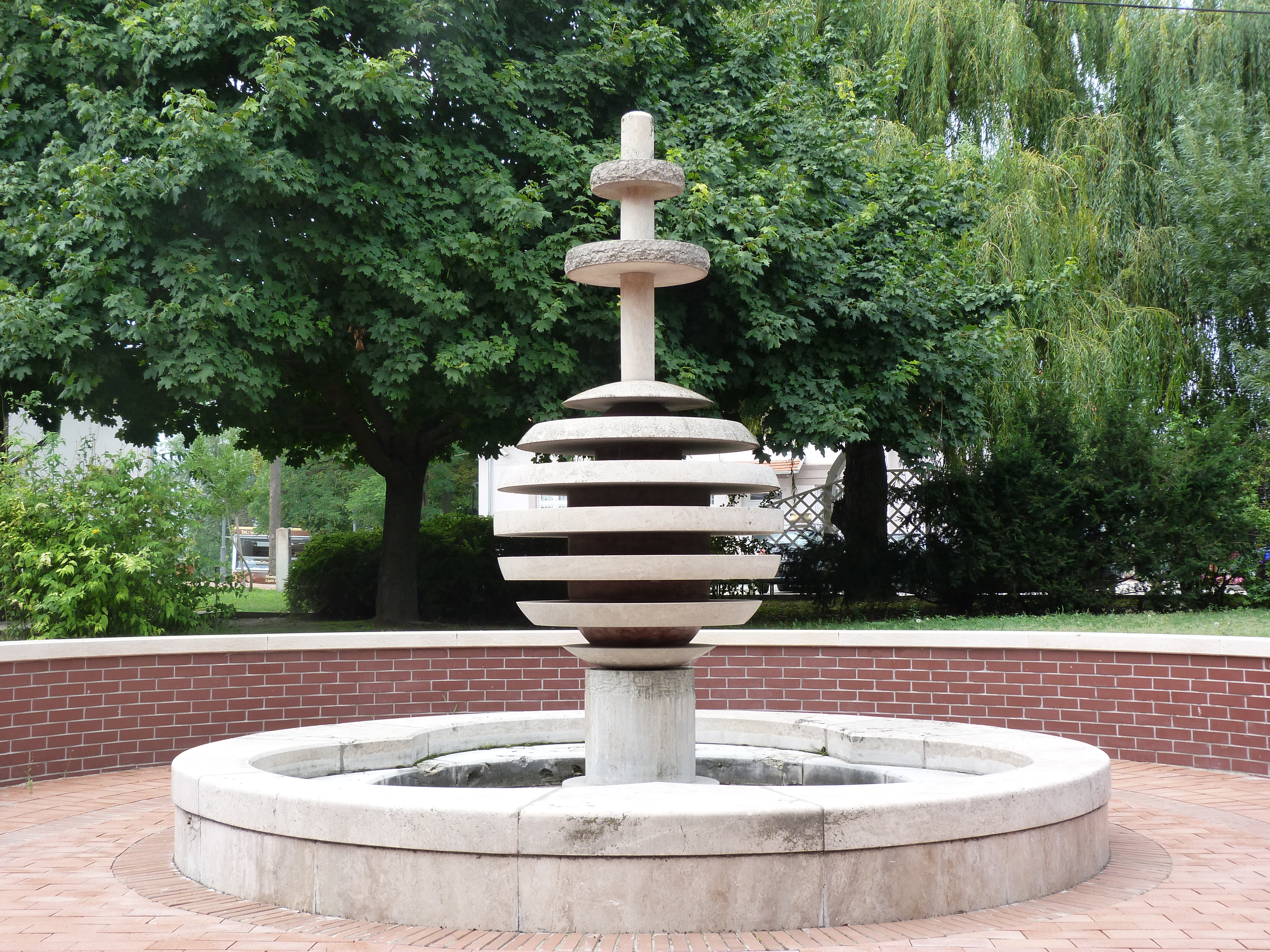
Фонтан в центрі міста
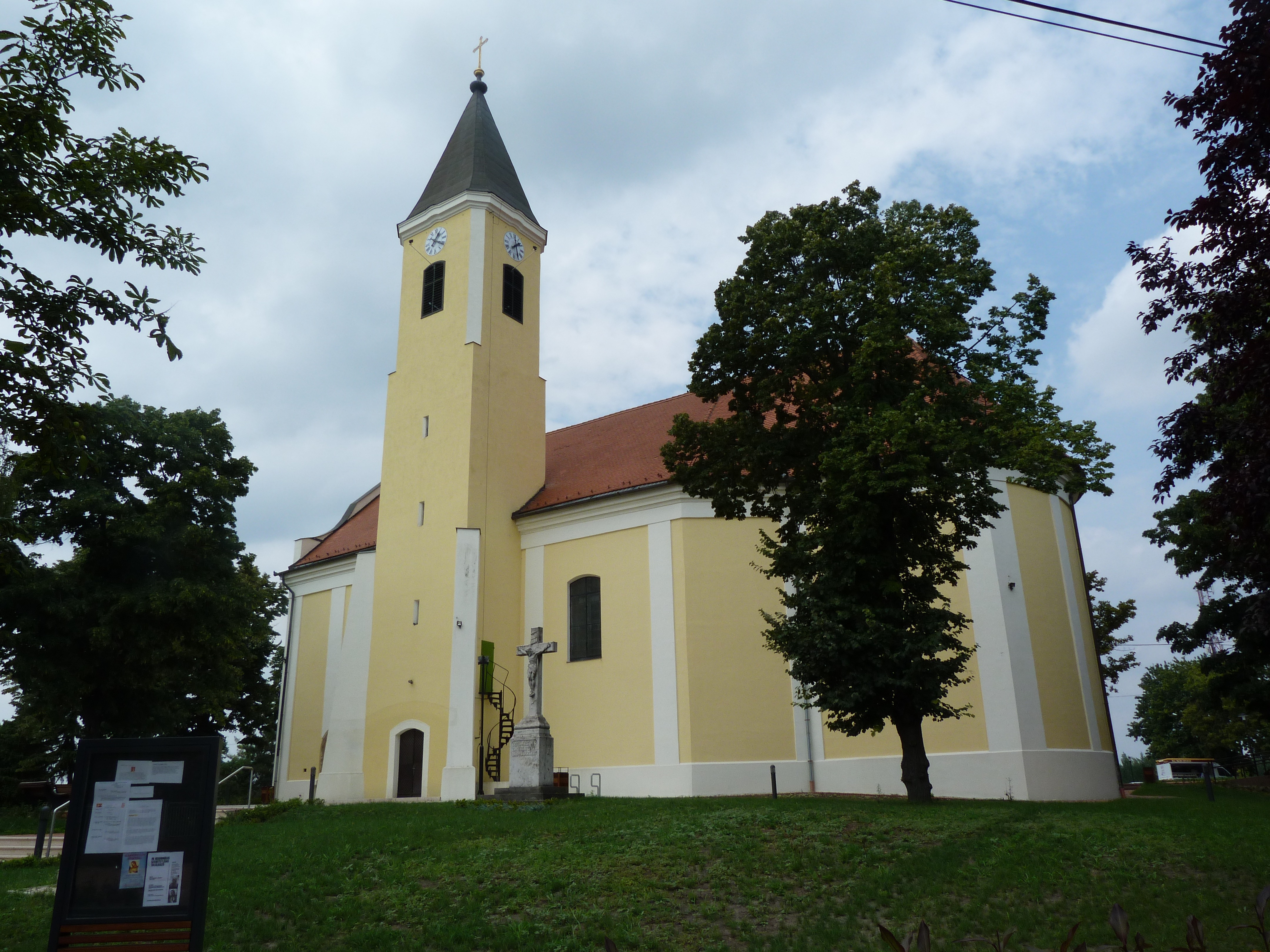
Церква
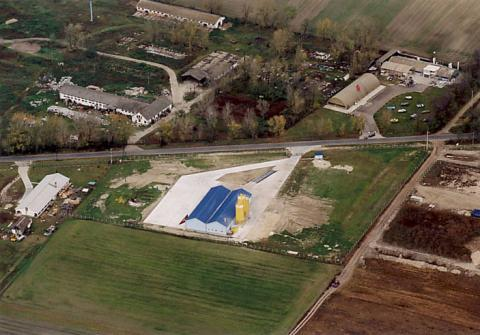
Вигляд зверху